# إستريلا ديل فالي
إستريلا ديل فالي (بالإنجليزية: Estrella del Valle)‏ (1971)؛ كاتِبة وشاعرة مكسيكية.